# Kreuzweg (Uissigheim)

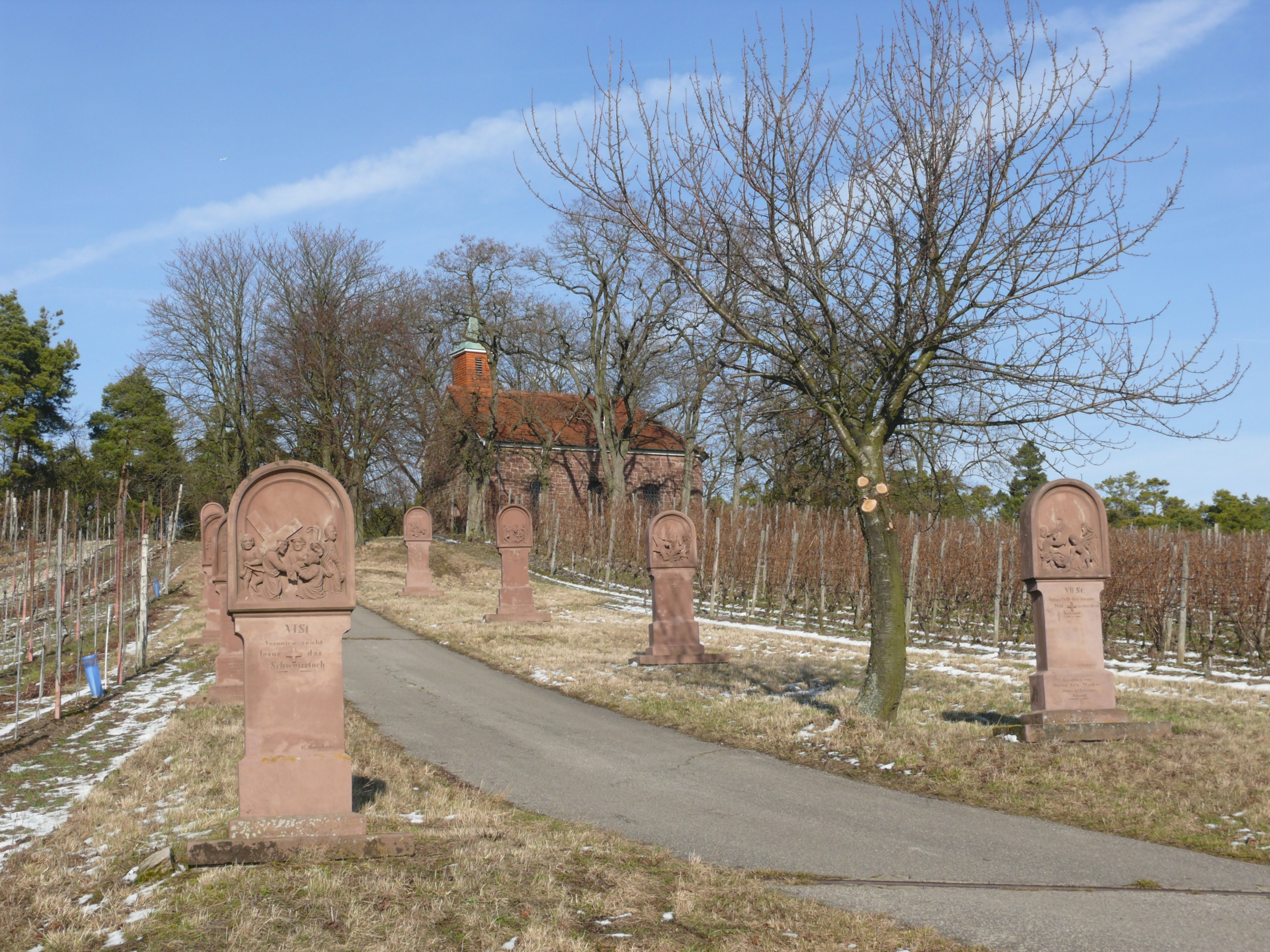
Der Kreuzweg am Uissigheimer Stahlberg

Der Kreuzweg in Uissigheim, einem Stadtteil von Külsheim im Main-Tauber-Kreis in Baden-Württemberg, befindet sich am Stahlberg am Wegesrand zur gleichnamigen Stahlbergkapelle. Die von 1867 bis 1869 errichteten Kreuzwegstationen bestehen aus rotem Sandstein. Sie wurden von der Künstlerfamilie Buscher aus Gamburg erstellt. 1870 wurde schließlich die Stahlbergkapelle am Ende des Kreuzweges errichtet. Der Freilandkreuzweg und die Kapelle stehen unter Denkmalschutz.

## Kreuzwegstationen

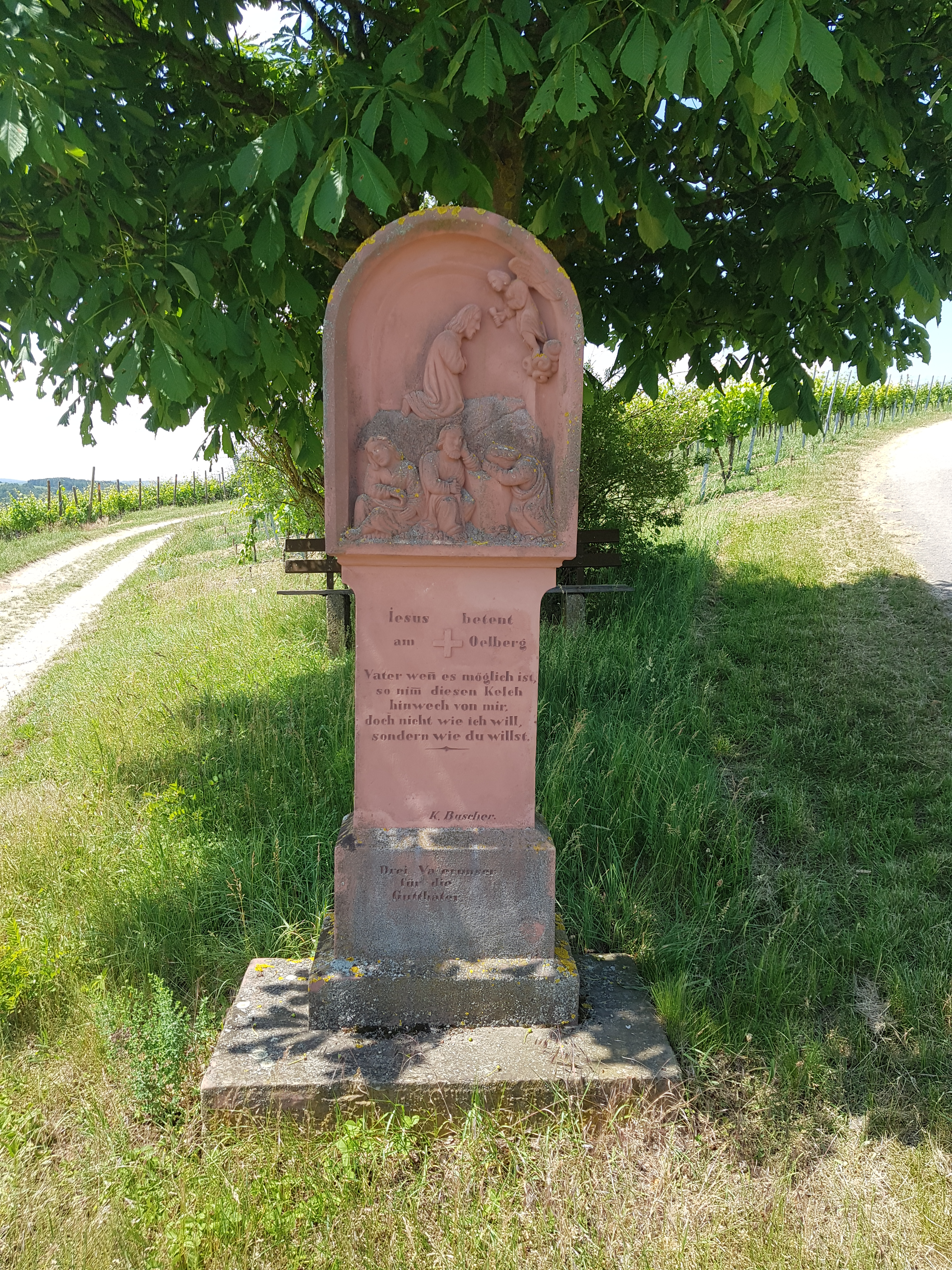
Vorab-Station mit der Inschrift: Jesus betent am Ölberg.

Der Uissigheimer Kreuzweg zur Stahlbergkapelle umfasst 15 Stationen, davon 14 eigentliche Kreuzwegstationen sowie eine gleichartige Vorab-Station, welche die folgenden Inschriften aufweisen:

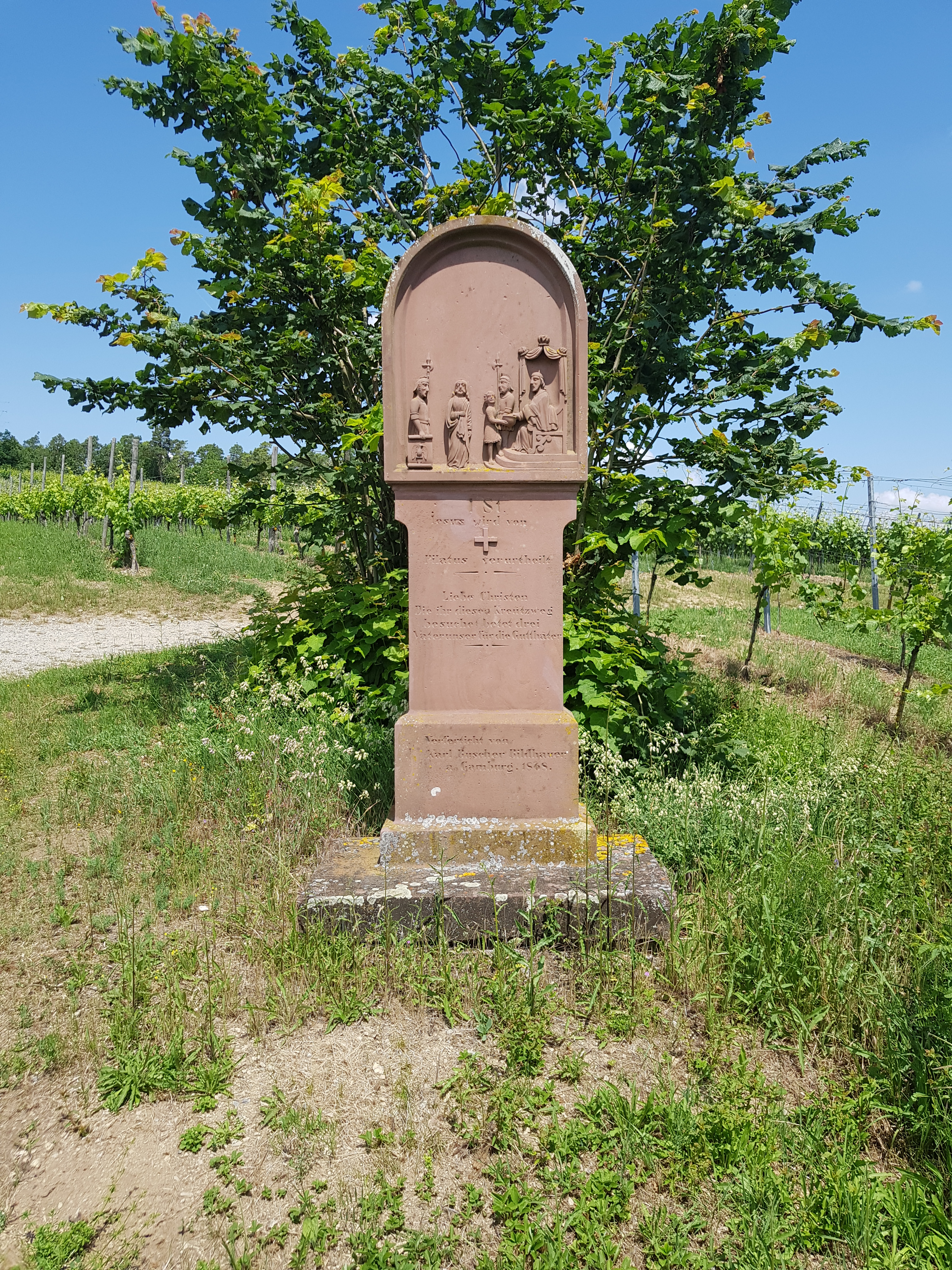
I St. Jesus wird von Pilatus verurteilt.
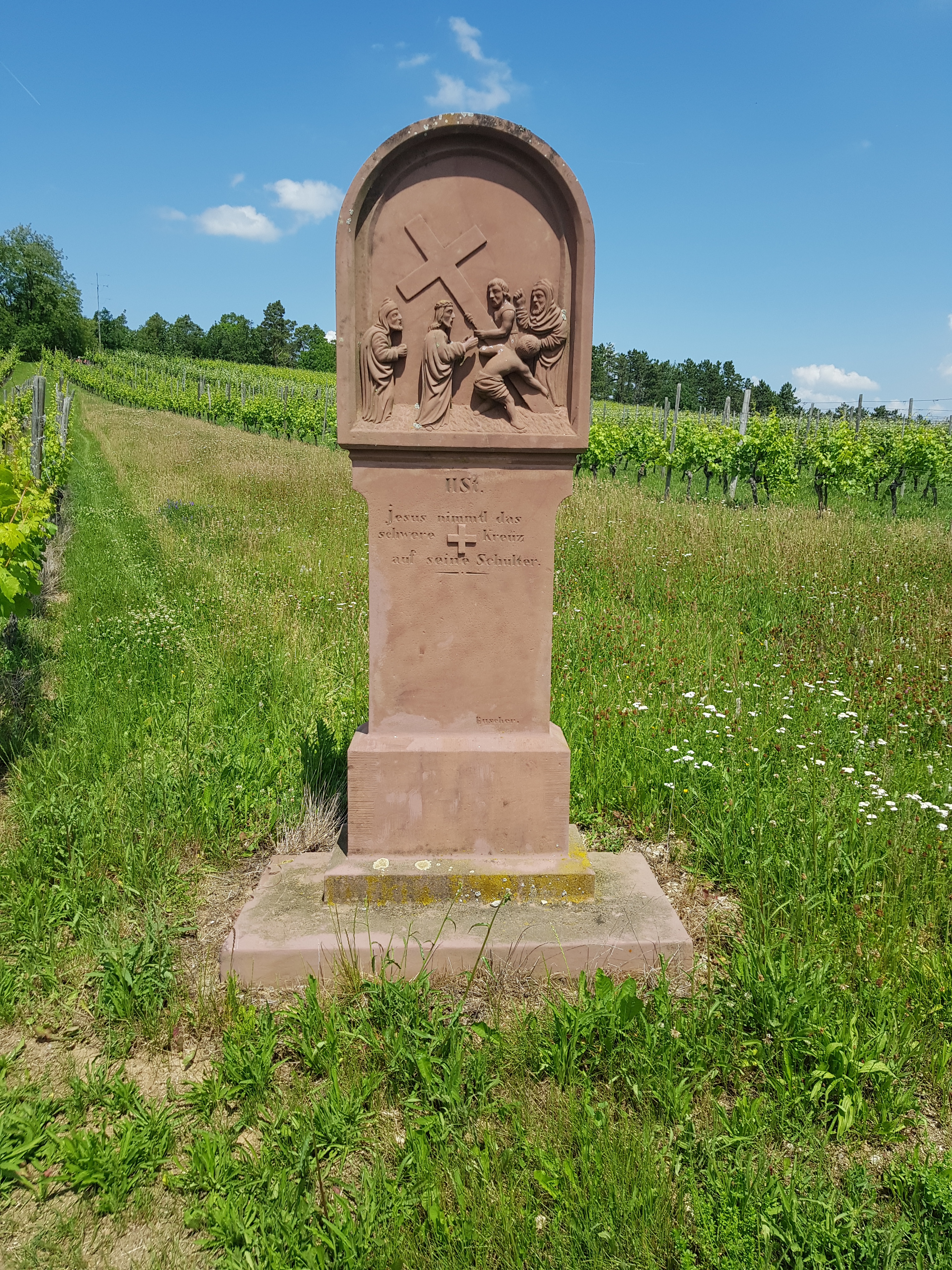
II St. Jesus nimmt das schwere Kreuz auf seine Schulter.
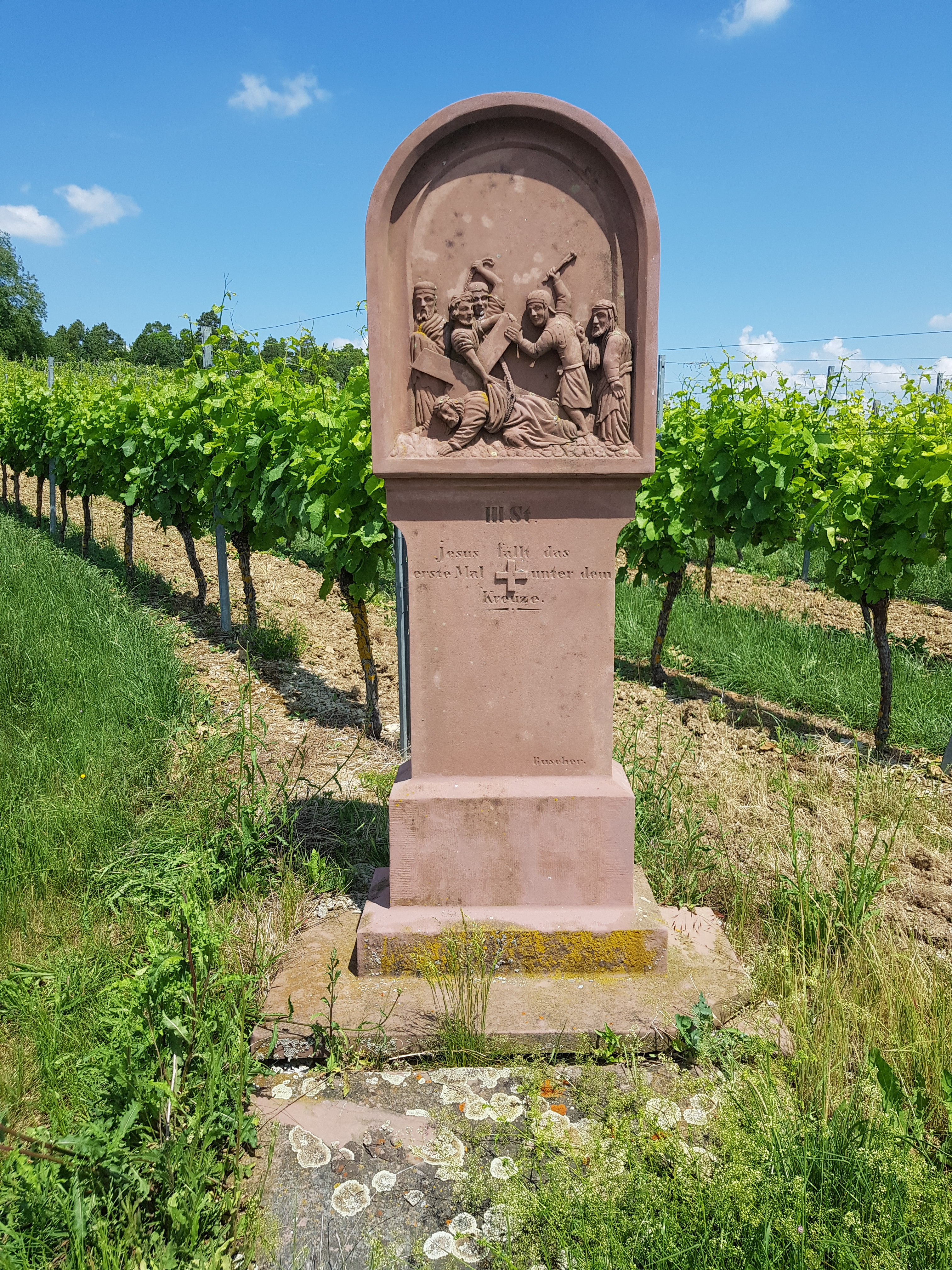
III St. Jesus fällt das erste Mal unter dem Kreuze.
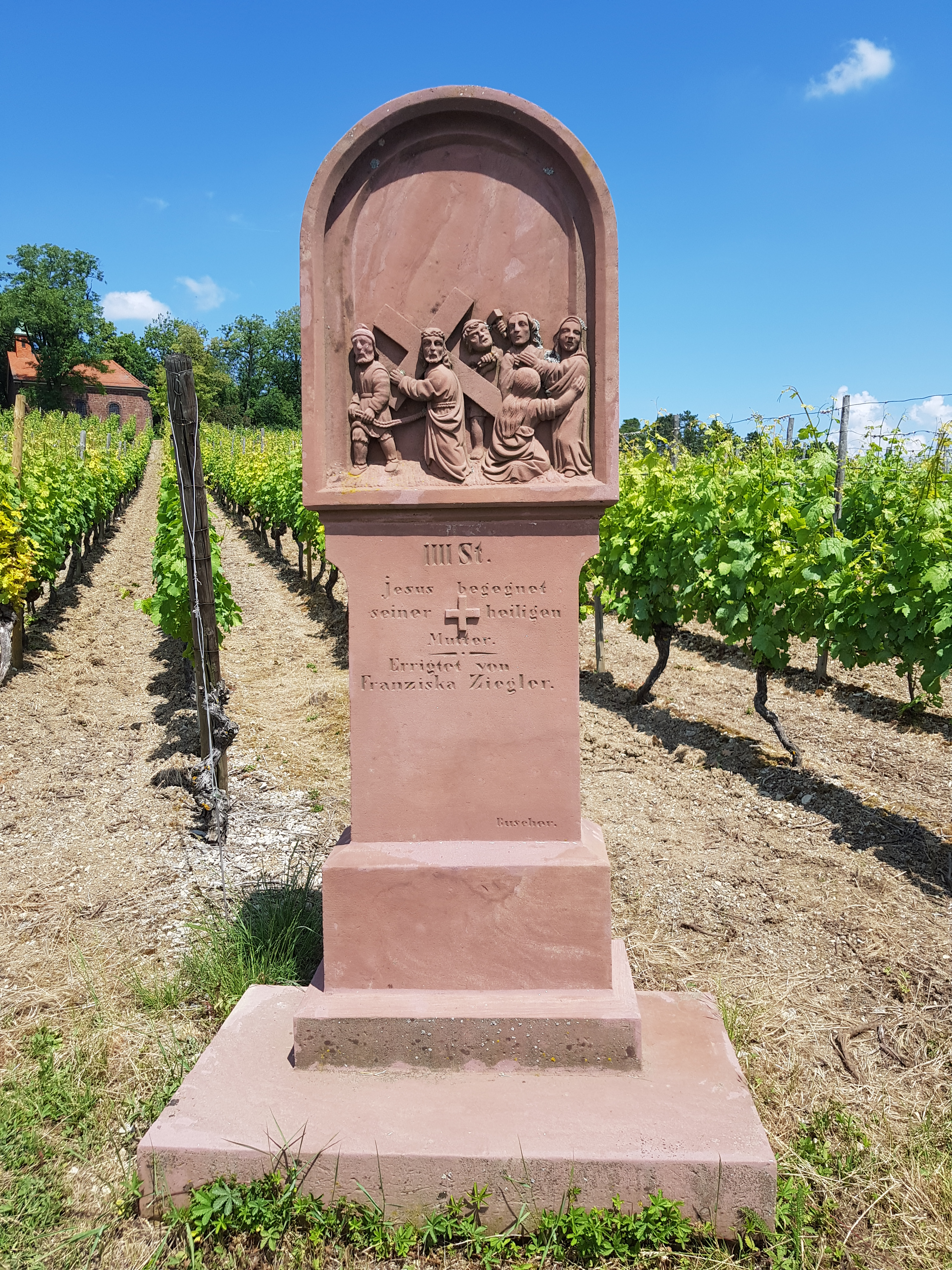
IIII St. Jesus begegnet seiner heiligen Mutter.
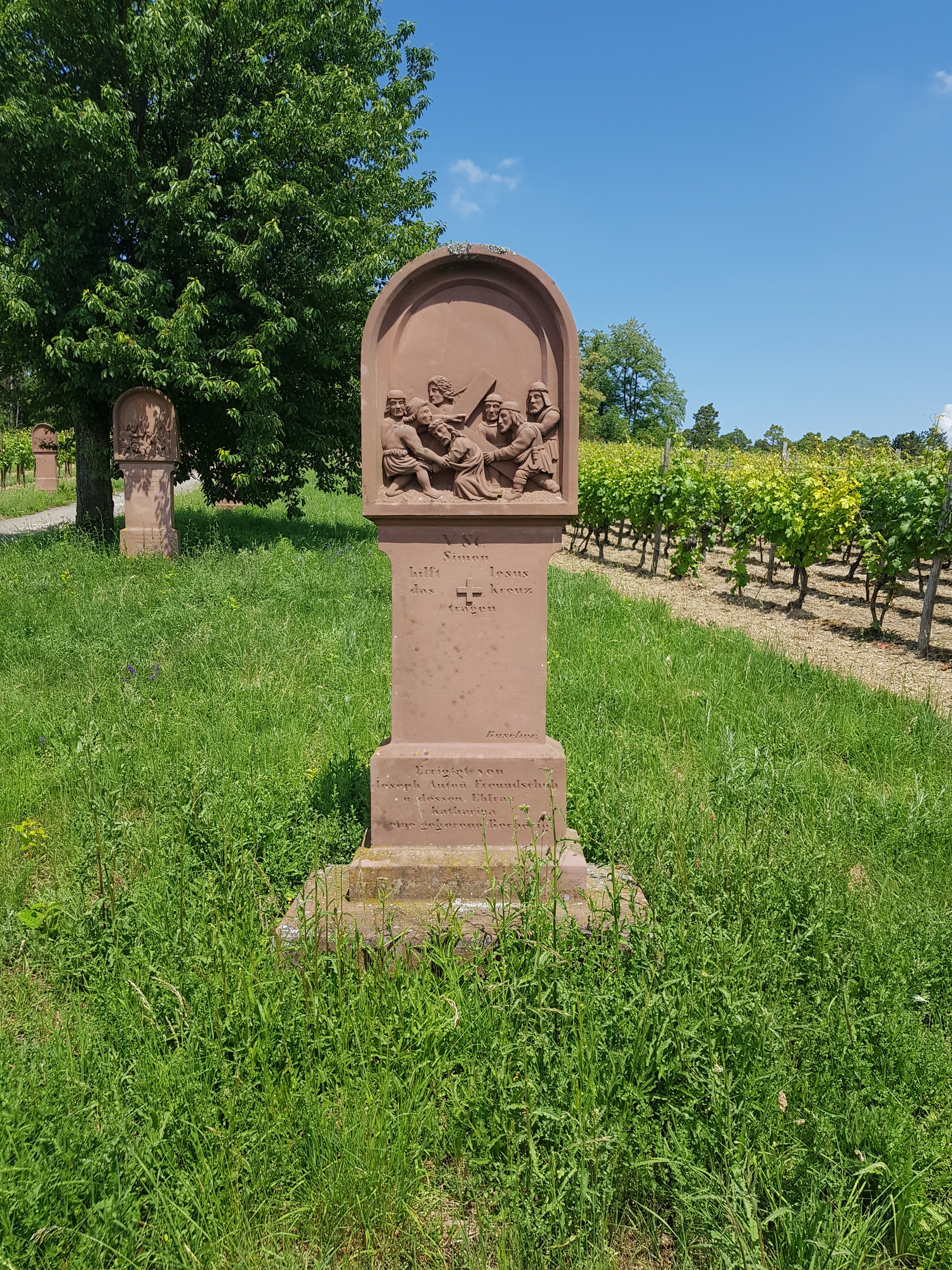
V St. Simon hilft Jesus das Kreuz tragen.
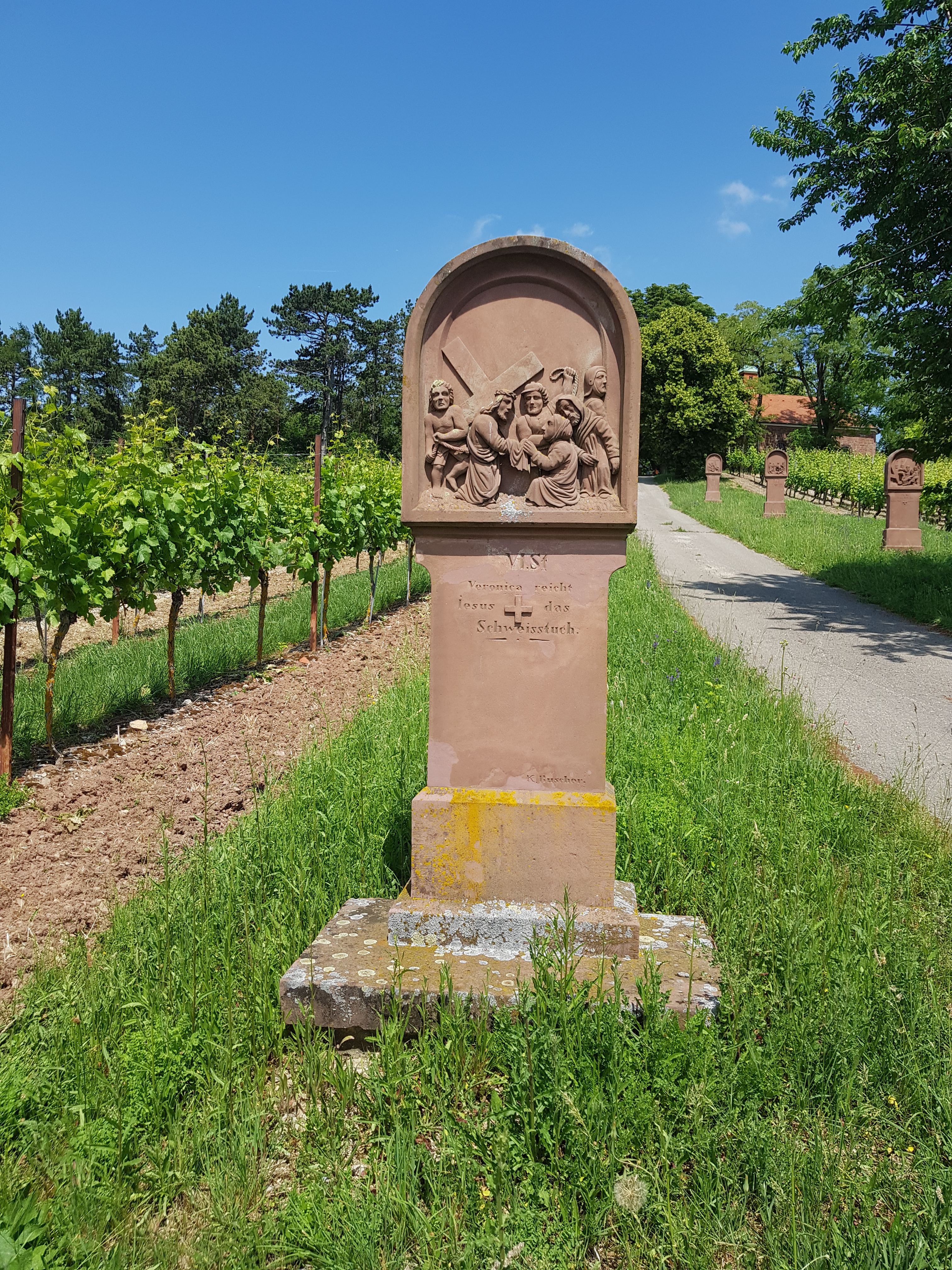
VI St. Veronica reicht Jesus das Schweisstuch.
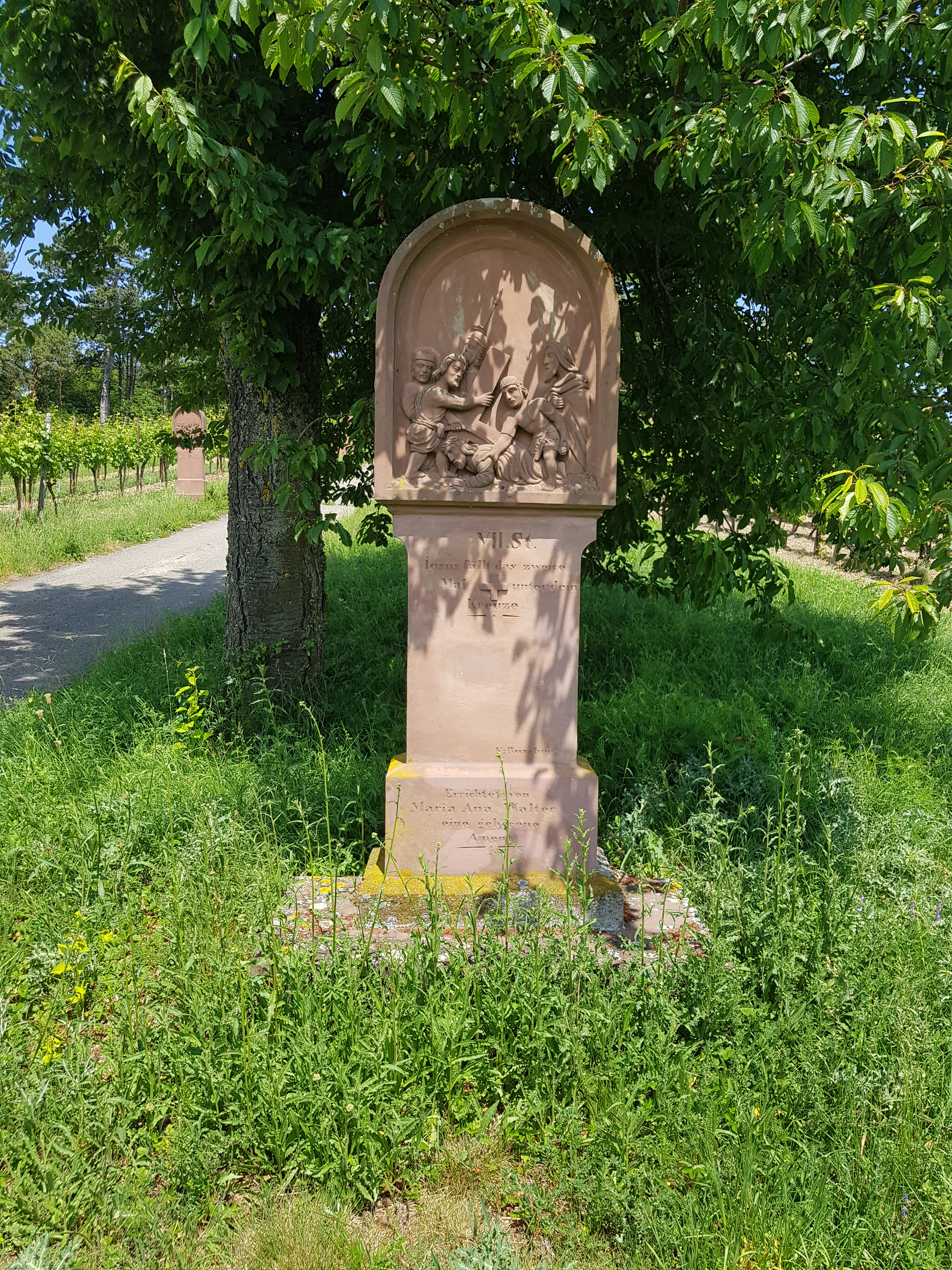
VII St. Jesus fällt das zweite Mal unter dem Kreuze.
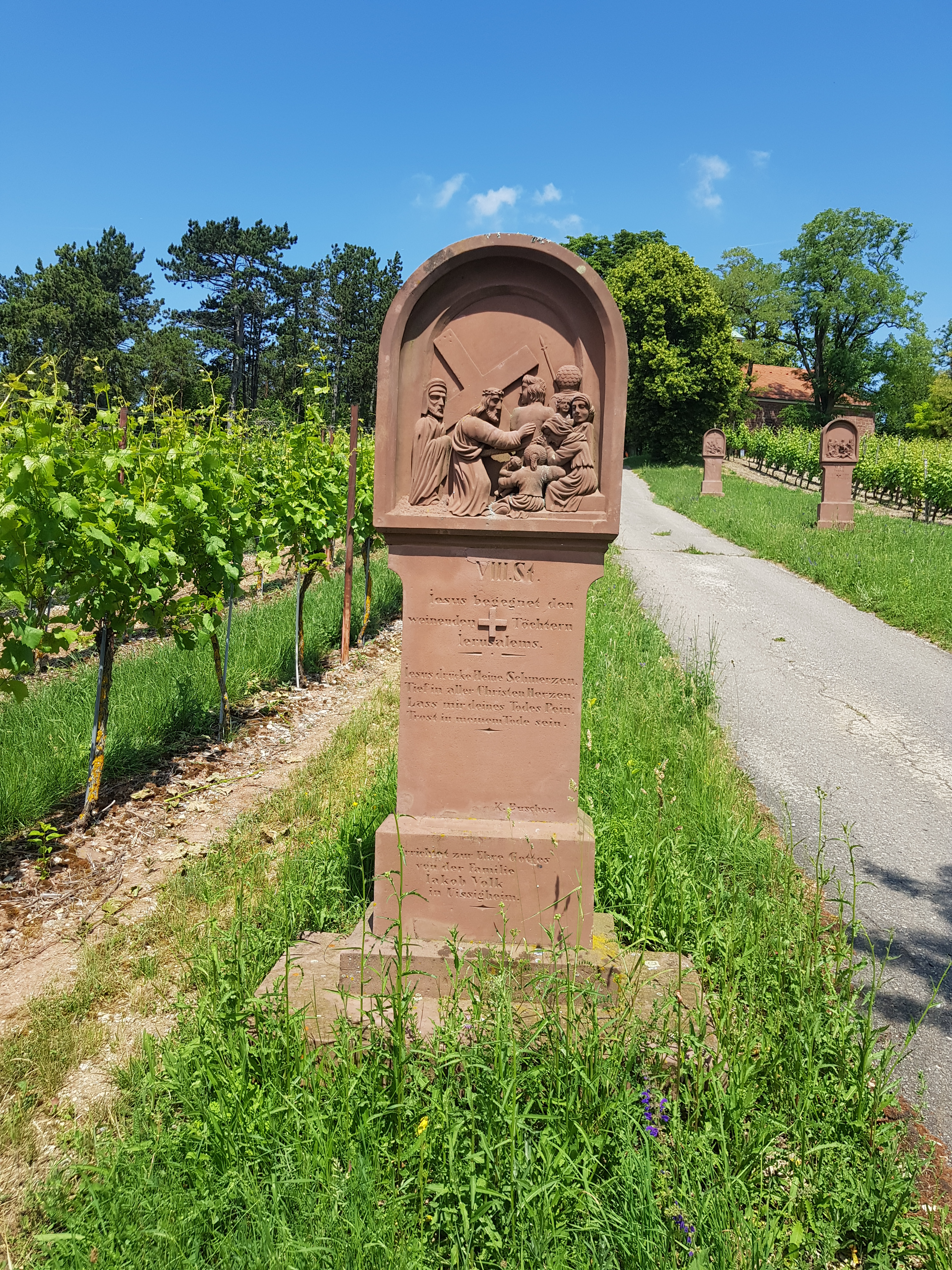
VIII St. Jesus begegnet den weinenden Töchtern Jerusalems.
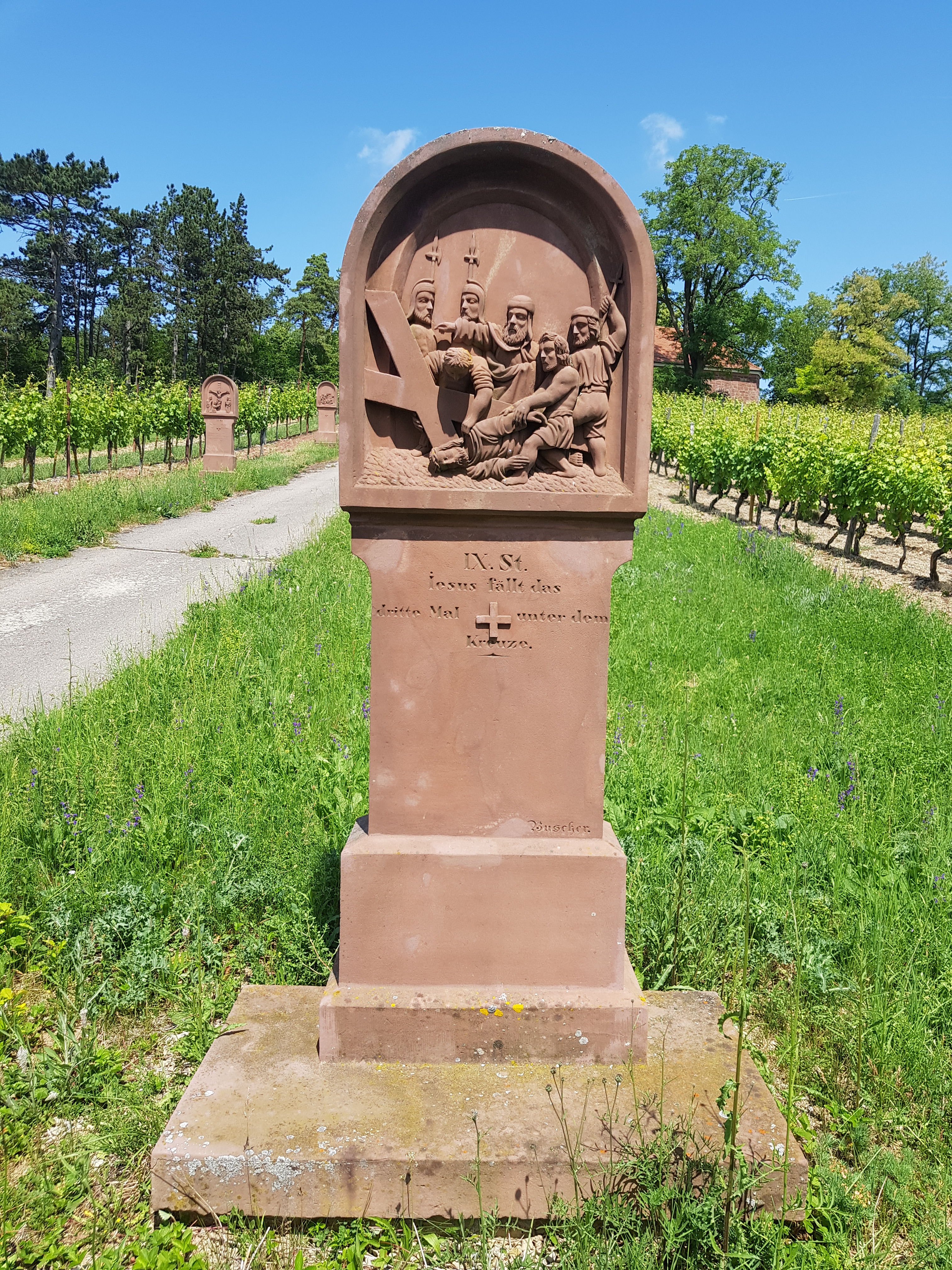
IX St. Jesus fällt das dritte Mal unter dem Kreuze.
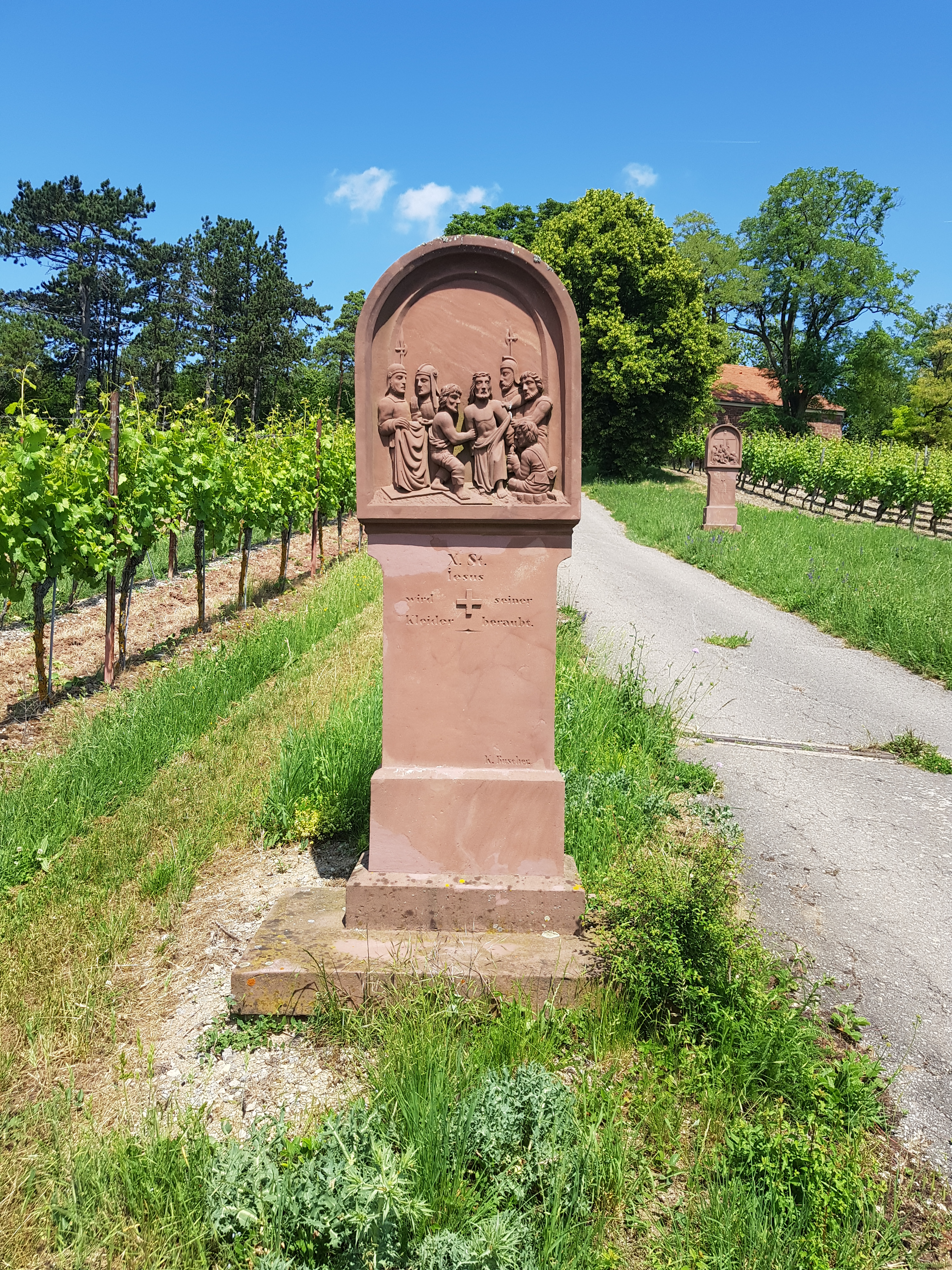
X St. Jesus wird seiner Kleider entraubt.
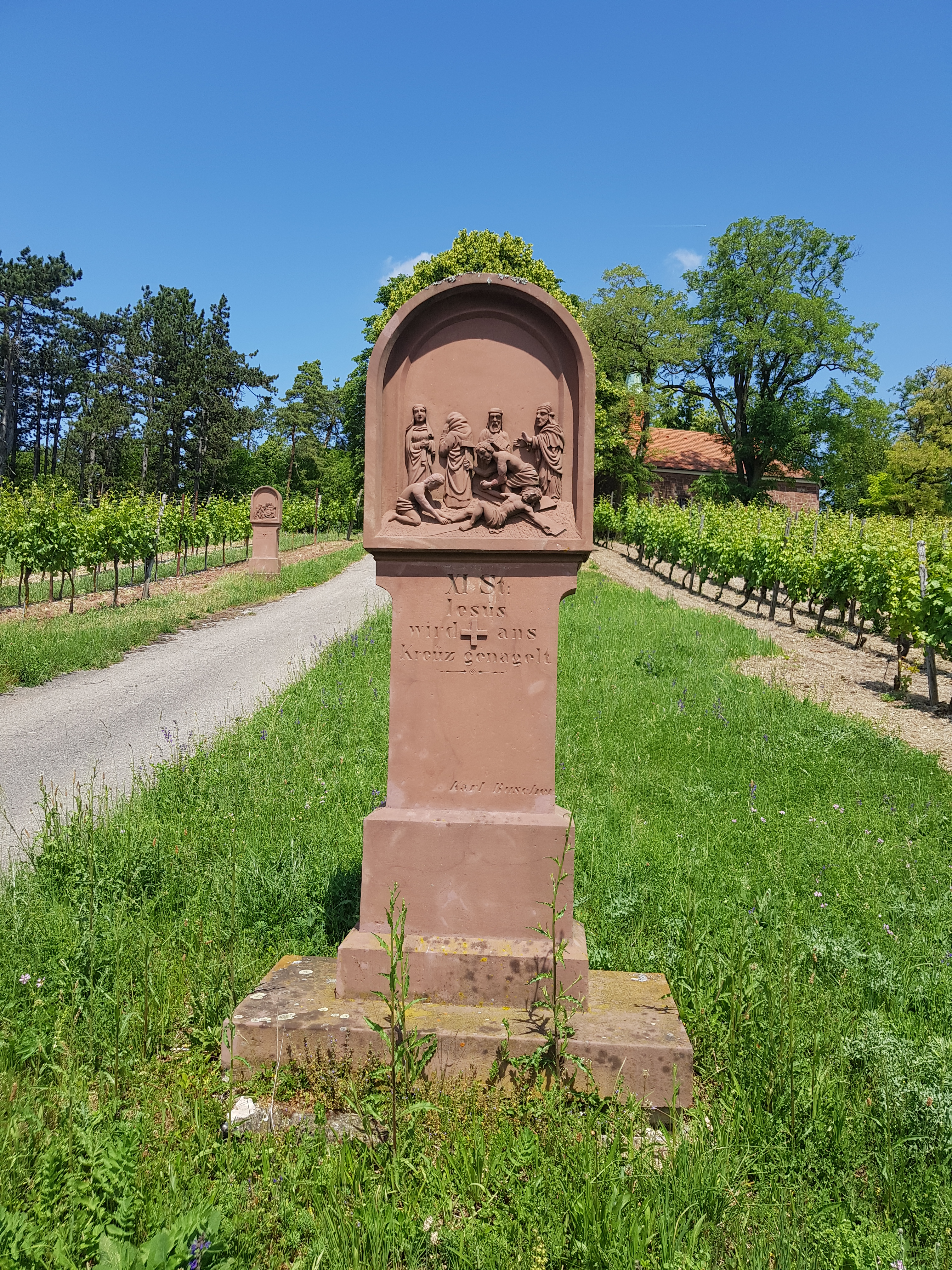
XI St. Jesus wird an das Kreuz genagelt.
XII St. Jesus stirbt am Kreuze.
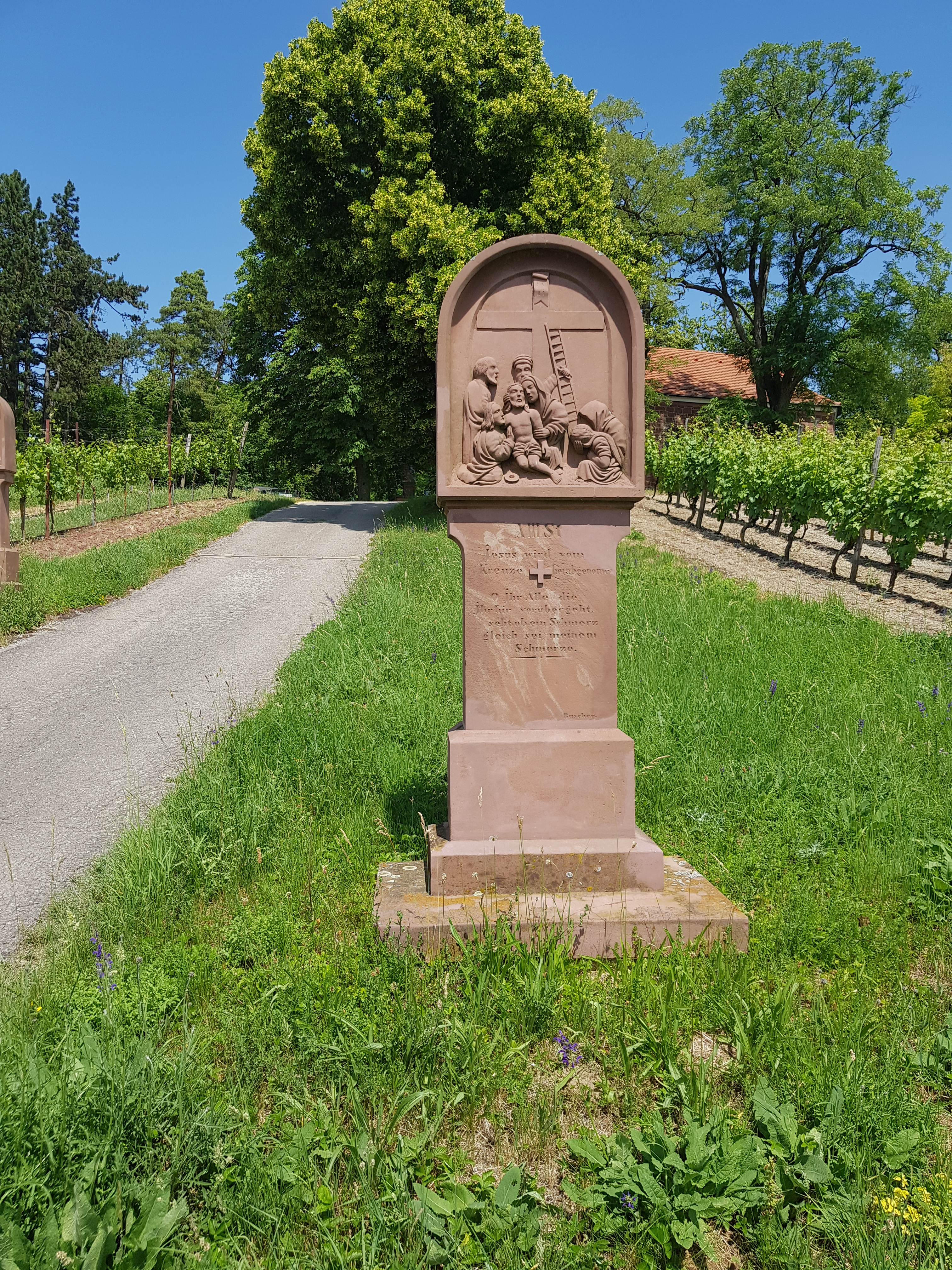
XIII St. Jesu wird vom Kreuze herabgenommen.
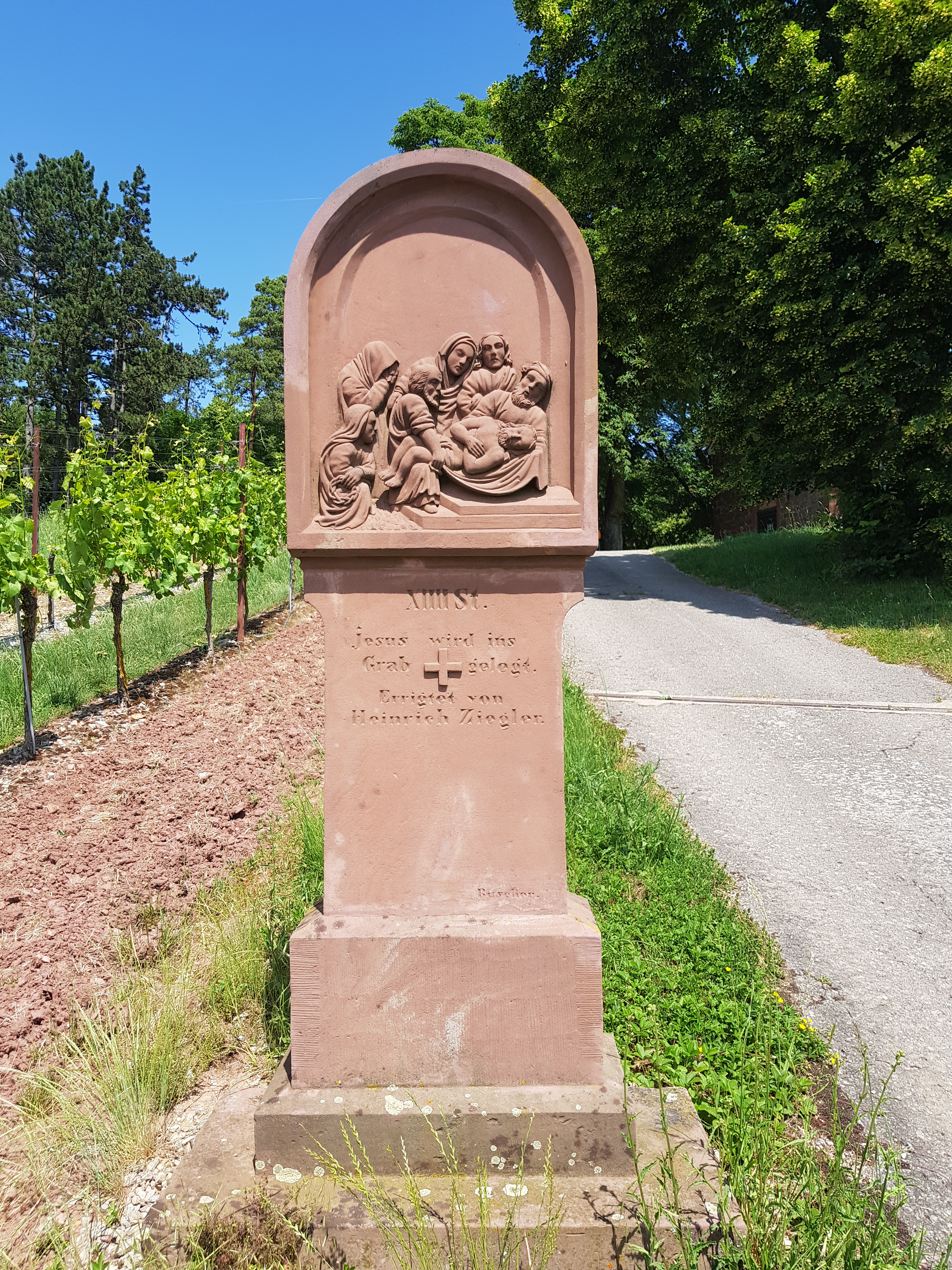
XIIII St. Jesus wird ins Grab gelegt.

Daneben umfassen einzelne Stationen zum Teil ausführlichere Inschriften, die Namen von Stiftern oder Widmungen:
- Vorab-Station: Vater, wenn es möglich ist, so nim diesen Kelch hinwech von mir, doch nicht wie ich will, sondern wie du willst.
- I St. (...)  Liebe Christen die ihr diesen Kreutzweg besuchet betet drei Vater unser für die Gutthäter.
- IIII. St. (...) Errigtet von Franziska Ziegler.
- VIII St. (...) Jesus drücke deine Schmerzen, Tief in aller Christen Herzen. Lass mir deines Todes Pein, Trost in meinem Tode sein.
- XII St. (...) Erinnerung von Philipp Würzberger und seiner Kinder.
- XIII St. (...) O Ihr Alle die Ihr hir vorübergeht, seht ob ein Schmerz gleich sei meinem Schmerze.
- XIIII. St. (...) Errigtet von Heinrich Ziegler.

Der Name der Künstlerfamilie Buscher oder einzelner Familienmitglieder befindet sich auf einigen Stationen.